# El Goloso

Escudo de la unidad de servicios de la base.

El Goloso es una base militar española situada en Madrid. Se encuentra situado en el kilómetro 17,50 de la autovía M-607 entre Madrid y Tres Cantos, lindando con el término municipal de Alcobendas en la Comunidad de Madrid. Alberga un museo con tanques históricos del ejército español.

## Historia

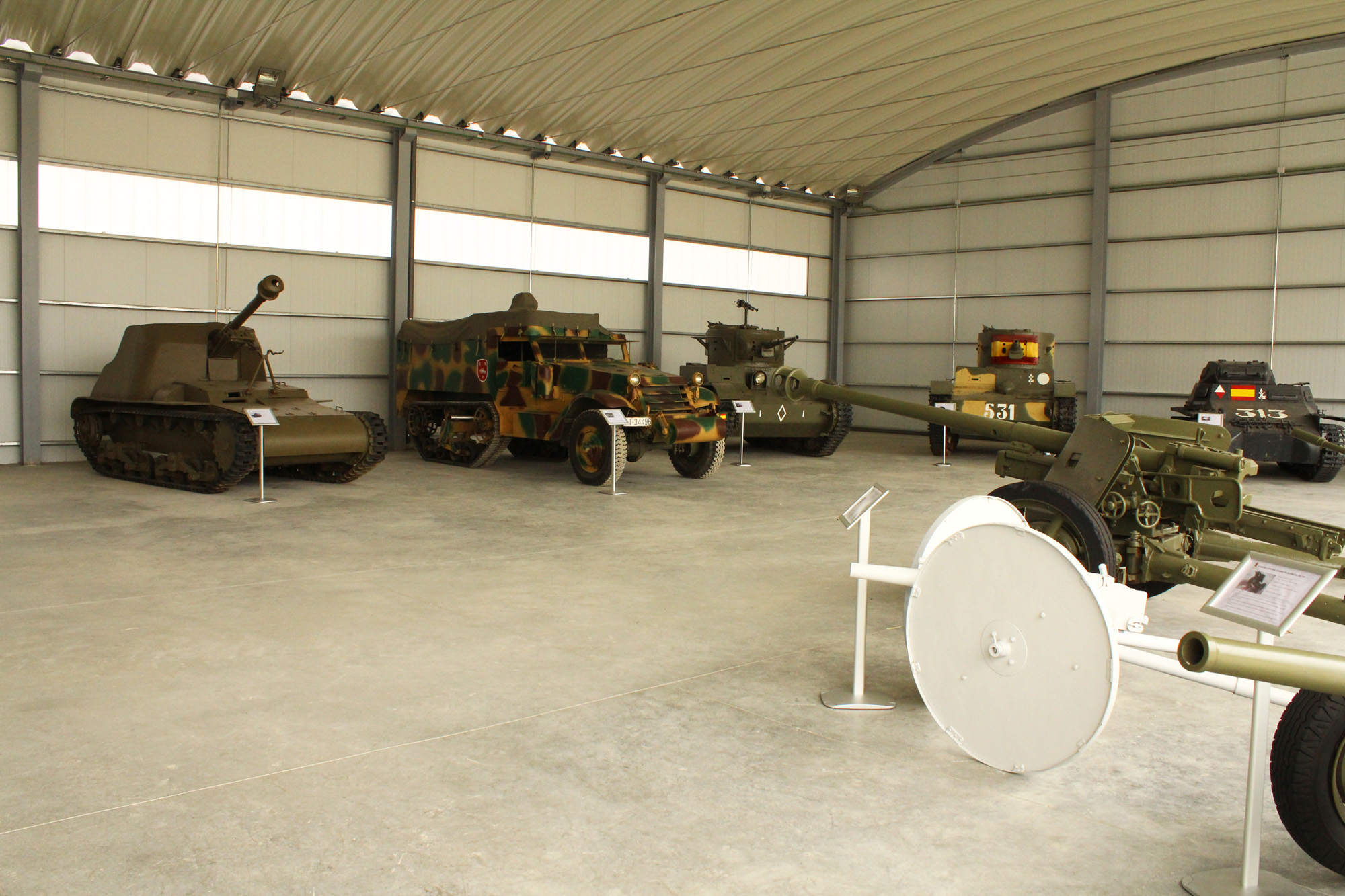
Varios de los tanques usados durante la guerra civil española en el Museo de Medios Acorazados situado en la base militar El Goloso. Al fondo dos T-26, cada uno con un esquema de color (republicano/sublevado) y a la derecha un Panzer I. A la izquierda del todo un Verdeja.

La creación de la base militar fue impulsada por Manuel Azaña, quien puso la primera piedra siendo ministro de la Guerra durante el primer bienio de la Segunda República (1931-1933).  En 1975, durante la dictadura franquista, la base militar fue el escenario del consejo de guerra que tuvo como consecuencia las condenas a muerte de tres militantes del FRAP (José Humberto Baena Alonso, José Luis Sánchez Bravo y Ramón García Sanz).

## Actualidad
Entre otras funciones, sirve como acuartelamiento de la Brigada "Guadarrama" XII. Formado por el Regimiento de Infantera Mecanizada "Asturias" nº 31, el Regimiento Acorazado «Alcázar de Toledo» n.º 61, el Grupo de Artillería de Campaña XII entre otras unidades, la brigada ha estado acantonada en El Goloso desde su creación en 1966. La base alberga, asimismo, al Museo de Medios Acorazados del Ejército de Tierra (MUMA), a cargo del Regimiento de Infantería Acorazada “Alcázar de Toledo" nº 61 (RIAC 61).
Fue declarado  «zona de interés para la defensa nacional» mediante Real Decreto en 2014. El conjunto de la base se encuentra en los límites al sur y al oeste del Parque Regional de la Cuenca Alta del Manzanares.

## Eventos

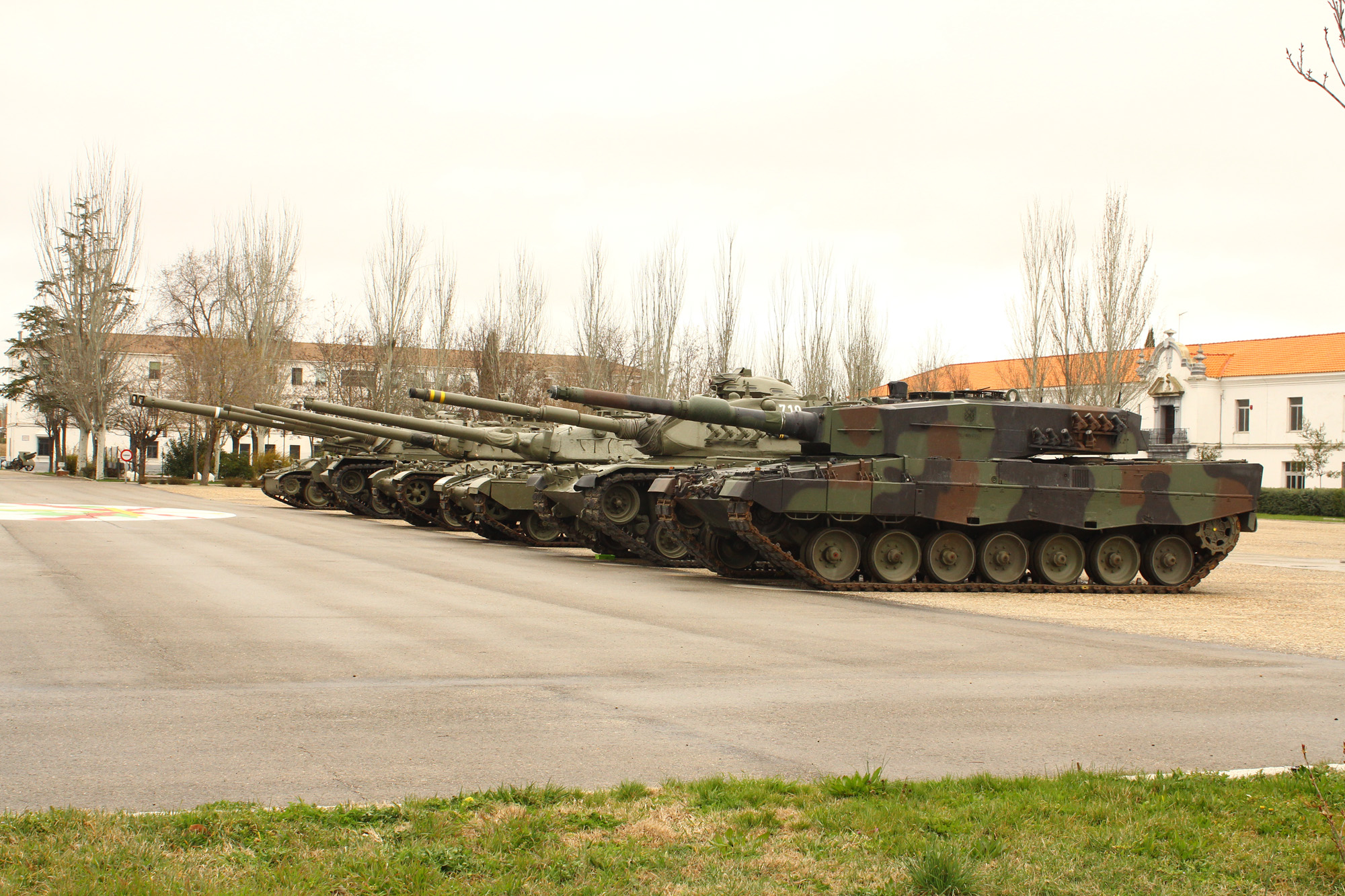
Varios tanques alineados que han servido en el ejército español. De primer plano hacia atras: un Leopard 2A4, un M60 Patton, un AMX-30E, un M47 Patton, un M48 Patton y un obús autopropulsado M110.

La base ha participado en varios eventos deportivos. En el 2014, tuvo lugar carrera Día del barro. Unos 4000 corredores compitieron en un circuito de obstáculos.
Risto Mejide entrevistó a la cantante Marta Sánchez en la base en 2014 en su programa Viajando con Chester.
En el 2019, se celebró la carrera de obstáculos El Desafío de Guerreros, en las que más de 3000 corredores compitieron en dos modalidades: dos circuitos de 6 y 12 km.

## Visitas
A fecha de 2020, la base permite su visita al Museo de Medios Acorazados previa reserva de plaza los sábados de 9:30 a 13:30.